# Moritz Schenkel
Moritz Schenkel (Düsseldorf, 1990. szeptember 4. –) német válogatott vízilabdázó, az ASC Duisburg kapusa.

## Sportpályafutása
Schenkel 1996-ban kézilabdázni kezdett a GSG Duisburg csapatában, majd egy barátja hívására vízilabdázni kezdett. 2002-ben aranyérmes lett az első Német Junior Bajnokságon. 2005 és 2009 között a junior válogatott csapatkapitányaként vett részt az Junior Európa-bajnokságon (2008-ban Isztambulban és 2009-ben Hanián). Első mérkőzését a felnőtt bajnokságban 2005-ben játszotta az ASC Duisburg kapusaként. 2013-ban aranyérmes lett a Deutsche Wasserball-Liga-n, ugyanezen évben tagja lett a világbajnokságra készülő keretnek. 2014-ben Duisburg Év sportolójának választották.

## Nemzetközi eredmények
- Világbajnoki 10. hely (Barcelona, 2013)
- Európa-bajnoki 9. hely (Budapest, 2014)
- Európa-bajnoki 11. hely (Belgrád, 2016)